# Filjovskajalinjen
Filjovskajalinjen (russisk: Филёвская ли́ния, russisk udtale: [fɪˈlʲɵfskəjə ˈlʲinʲɪjə]), eller Linje 4, er en af linjerne i Moskvas metro. Kronologisk er det den sjette metrolinje, der åbnede, den forbinder de store vestlige områder Dorogomilovo og Fili med det centrale Moskva. På nuværende tidspunkt er linjen 14,7 km lang og har 13 stationer.